# Hồ Karachay
Hồ Karachay (tiếng Nga: Карача́й), đôi khi được gọi là Karachai hay Karachaj, là một hồ nhỏ ở vùng núi phía nam Ural, miền trung nước Nga. Kể từ năm 1951, Liên Xô đã sử dụng Karachay như một bãi đổ chất thải phóng xạ từ Mayak, một cơ sở lưu trữ và tái chế chất thải hạt nhân gần đó, nằm gần thị trấn Ozyorsk (khi đó được gọi là Chelyabinsk-40). Ngày nay, hồ đã được lấp kín hoàn toàn và hoạt động như "một nơi lưu trữ vĩnh viễn chất thải phóng xạ khô gần bề mặt Trái Đất."

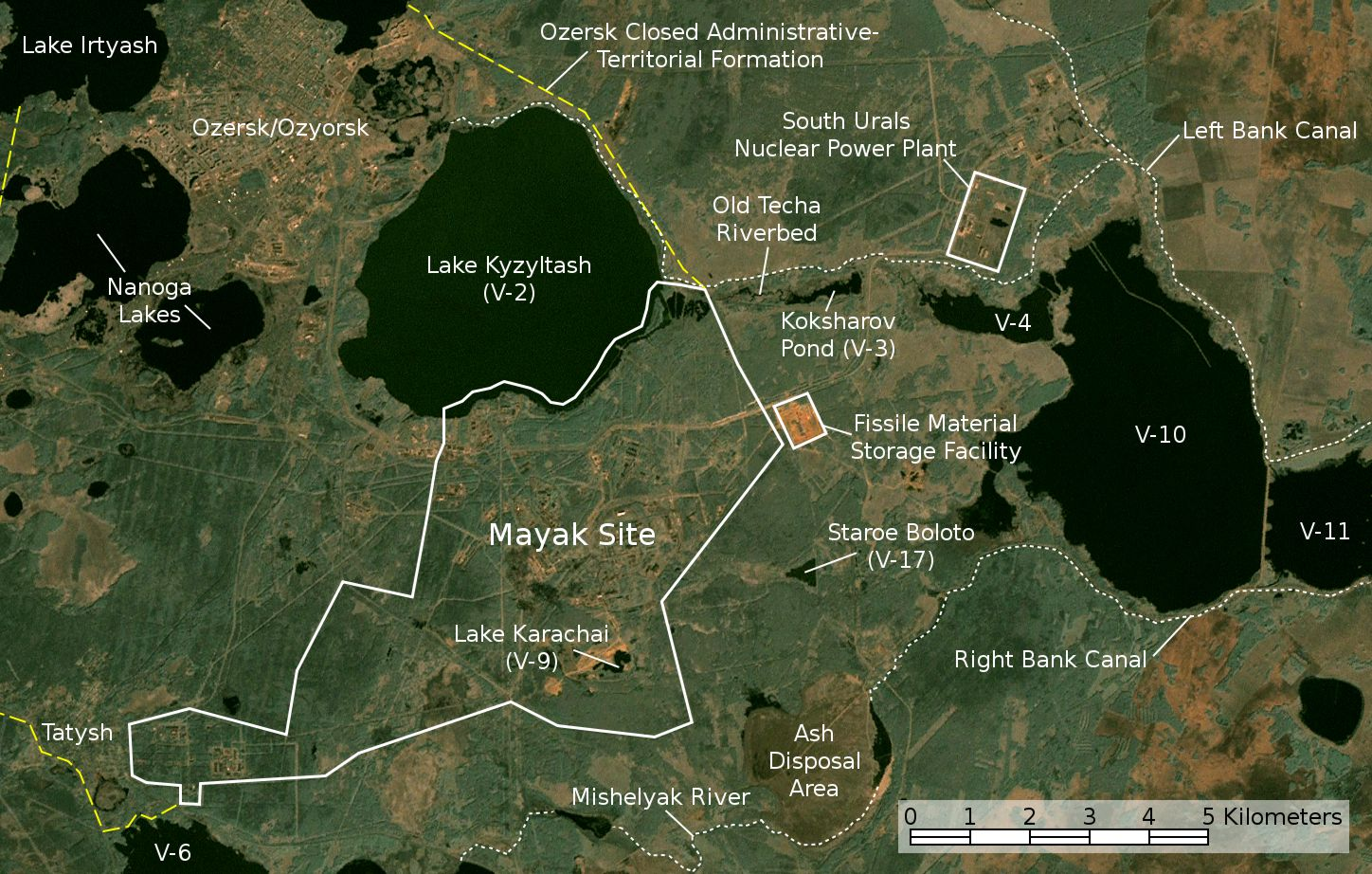
Ảnh vệ tinh khu vực hồ Karachay

Mức độ phóng xạ của hồ này có thể so sánh với mức độ phóng xạ từng xảy ra trong thảm họa hạt nhân Chernobyl.

## Bối cảnh
Trong một vài hệ ngôn ngữ Tây Bắc Thổ Nhĩ Kỳ, bao gồm tiếng Tatar, cụm từ karachay có nghĩa là "nước đen" hoặc "con lạch đen".
Được xây dựng hoàn toàn bí mật từ năm 1946 đến năm 1948, Mayak là lò phản ứng hạt nhân đầu tiên được sử dụng để tạo ra plutonium cho dự án vũ khí hạt nhân của Liên Xô. Ưu tiên hàng đầu của Liên Xô là sản xuất đủ nguyên vật liệu cung cấp vũ khí nhằm san bằng ưu thế hạt nhân của Hoa Kỳ sau các vụ ném bom nguyên tử của nước này ở Hiroshima và Nagasaki. Sự an toàn của người lao động gần như ít được quan tâm và việc xử lý chất thải cũng không được làm tới nơi tới chốn, trong khi tất cả các lò phản ứng hạt nhân đều được tối ưu hóa để sản xuất plutonium, tạo ra nhiều tấn vật liệu bị ô nhiễm và sử dụng hệ thống làm mát chu trình mở (open-cycle cooling system), trực tiếp khiến cho mỗi lít nước dùng để làm mát các lò phản ứng mỗi ngày đều bị ô nhiễm.
Kyzyltash là hồ nước tự nhiên lớn nhất có khả năng cung cấp nước làm mát cho các lò phản ứng. Vì vậy, nó nhanh chóng bị ảnh hưởng bởi việc sử dụng hệ thống làm mát chu trình mở cho các lò phản ứng. Nằm ở vị trí gần hơn, tuy nhiên hồ Karachay lại quá nhỏ để cung cấp đủ lượng nước cần thiết. Do đó, Karachay sau đó đã bị biến là một bãi rác để thuận tiện cho việc xử lý một lượng lớn chất thải phóng xạ cường độ cao được lưu trữ trong các thùng chứa dưới lòng đất của nhà máy. Vì những chất phóng xạ này được cho là quá "nóng" nên không thể lưu trữ trong các thùng chứa này. Kế hoạch ban đầu là sử dụng hồ để lưu trữ chất phóng xạ cường độ cao cho đến khi nó đủ mát để đưa trở lại các thùng chứa bê tông dưới lòng đất, nhưng điều này đã được chứng minh là không thể do mức độ phóng xạ gây chết người của chúng. Hồ Karachay tiếp tục được sử dụng cho mục đích này đến khi thảm họa Kyshtym xảy ra vào năm 1957. Theo đó, các bể chứa dưới lòng đất đã phát nổ do hệ thống làm mát bị lỗi. Sự cố này đã khiến toàn bộ khu vực Mayak (cũng như một vùng lãnh thổ rộng lớn ở phía đông bắc) bị ô nhiễm phóng xạ trên diện rộng. Điều này buộc chính quyền phải thận trọng hơn vì họ lo sợ sự chú ý của cộng đồng quốc tế, cũng như tạo ra thêm nhiều bãi thải phóng xạ khác trải rộng trên nhiều khu vực (bao gồm một số hồ và sông Techa, nơi có nhiều làng mạc).
Vào những năm 1960, hồ bắt đầu khô cạn dần. Diện tích của nó giảm từ 0,5 km 2 vào năm 1951 xuống còn 0,15 km 2 vào cuối năm 1993. Năm 1968, sau một đợt hạn hán, những cơn gió đã mang theo 185 PBq (5 M Ci) bụi phóng xạ ra khỏi hồ, khiến nửa triệu người bị nhiễm xạ.
Từ năm 1978 đến 1986, hồ Karachay được lấp kín bởi gần 10.000 khối bê tông rỗng để ngăn các chất bên dưới di chuyển. Việc ngăn chặn chất thải phóng xạ được tiếp tục vào những năm 2000 thông qua chương trình mục tiêu liên bang mang tên "An toàn bức xạ và hạt nhân vào năm 2008 và tầm nhìn đến năm 2015". Điều này đã khiến phần còn lại của hồ bị lấp kín vào tháng 11 năm 2015. Công việc ngăn chặn lượng phóng xạ thoát ra ngoài coi như hoàn thành vào tháng 12 năm 2016 khi lớp đất đá cuối cùng được đưa vào hồ, khiến nơi từng là một hồ nước tự nhiên trở thành "một nơi lưu trữ vĩnh viễn chất thải phóng xạ khô gần bề mặt Trái Đất".

## Hiện trạng
Theo báo cáo của Viện Worldwatch về chất thải phóng xạ, Karachay là nơi ô nhiễm nhất (ngoài trời) trên Trái Đất theo mức độ phóng xạ. Hồ tích lũy một lượng phóng xạ là 4,44 EBq trên diện tích dưới một dặm vuông, bao gồm 3,6 EBq caesi-137 và 0,74 EBq strontium-90. Để dễ hình dung, thảm họa Chernobyl đã giải phóng ra môi trường 0,085 EBq caesi-137, một lượng nhỏ hơn nhiều trên diện tích hàng nghìn dặm vuông. (tổng lượng phóng xạ mà vụ Chernobyl thải ra ước tính là từ 5 đến 12 EBq, tuy nhiên về cơ bản chỉ là phóng xạ caesi-134/137 và stronti-90 ở mức độ thấp hơn. Trầm tích của lòng hồ được cho là chứa gần như hoàn toàn các chất thải phóng xạ mức độ cao cho đến độ sâu khoảng 11 foot (3,4 m).
Theo Hội đồng Bảo vệ Tài nguyên Thiên nhiên có trụ sở tại Hoa Kỳ, năm 1990, mức phóng xạ ở khu vực gần nơi xả chất thải vào hồ là 600 röntgens mỗi giờ (khoảng 6 Sv/h). Lượng phóng xạ này đủ để gây chết một người bình thường trong vòng chưa đến một giờ.
Tính đến  năm tháng 12 năm 2016, hồ Karachay coi như hoàn toàn bị lấp kín bởi các khối bê tông đặc biệt, đá và bùn đất. Tháng 11 năm 2015, Karachay gần như được lấp lại hoàn toàn và được giám sát chặt chẽ cho đến khi những lớp đất đá cuối cùng nằm trong lòng hồ. Dữ liệu giám sát đã cho thấy "sự suy giảm lắng đọng một cách rõ ràng của các chất phóng xạ trên bề mặt" sau 10 tháng. Một chương trình giám sát nước ngầm dưới lòng hồ kéo dài hàng thập kỷ dự kiến sẽ được thực hiện ngay sau đó.

## Trong văn hóa đại chúng
- Hồ và vùng phụ cận từng được giới thiệu trong tiểu thuyết The Last Oracle, thuộc series Sigma Force của James Rollins.
- Cuốn tiểu thuyết The Burning Lake: A Volk Thriller của Brent Ghelfi cũng có đề cập đến hồ Karachay và những vùng xung quanh.
- Album "One Hour by the Concrete Lake" (1998) của ban nhạc Thụy Điển Pain of Salvation là một album chủ đề nói về sự ô nhiễm của hồ Karachay.
- Norilsk, địa điểm được Viện Blacksmith đưa vào danh sách mười nơi ô nhiễm nhất trên Trái Đất năm 2007.